# Eagle Peak (Mono County)
Der Eagle Peak ist ein 3613 m hoher Berg in der Sierra Nevada im US-Bundesstaat Kalifornien.
Der Berg liegt im Mono County in der Hoover Wilderness, nordöstlich des Yosemite-Nationalparks. Nördlich liegt der Rickey Peak, südöstlich der Robinson Peak und die Twin Lakes und südwestlich schließt sich der Victoria Peak an. Der Eagle Peak hat eine Dominanz von 9,26 km, ist also der höchste Berg im Umkreis von 9,26 km. Der nächsthöhere Berg ist der südsüdöstlich gelegene The Dragtooth mit 3682 m.